# Wyndham Halswelle
Wyndham Halswelle (Londres, 30 de mayo de 1882-Neuve-Chapelle, 31 de marzo de 1915) fue un atleta británico, vencedor de los 400 metros en los Juegos Olímpicos de 1908, en Londres, es el único atleta en conquistar una medalla de oro por resistencia de los demás competidores.
Halswelle tuvo una brillante carrera como atleta en el colegio secundario en la Real Academia Militar de Sandhurst, donde fue al curso de oficiales, antes de ser asignado a un regimiento del Ejército Británico y enviado a Sudáfrica, durante la Segunda Guerra de los Bóeres, en 1902. Cuando retornó a Edimburgo, en 1904, fue convencido por un oficial superior, técnico y exatleta que notó su talento, a dedicarse al atletismo.
Campeón en el ejército y en torneos amateurs por el Reino Unido, él fue a los Juegos Olímpicos intercalados de  1906, y conquistó una medalla de plata en los 400 m y una de bronce en los 800 m.

## Campeón olímpico solitario
Halswelle participó en la final de los 400 metros de las Olimpiadas de Londres 1908 junto a tres corredores estadounidenses: John Carpenter, John Taylor y William Robbins. En la recta final de la carrera, Halswelle intentaba superar a Carpenter pero este le bloqueaba con su codo derecho, lo que según las reglas estadounidenses estaba permitido pero no bajo las reglas británicas; por esta razón la carrera fue anulada y Carpenter descalificado. La carrera se repitió pero los otros dos atletas estadounidenses rehusaron correrla en señal de protesta y de apoyo a su compañero de equipo, por lo que Halswelle corrió solo, llegando a meta en un tiempo de 50,2 segundos.

## Muerte en combate
Halswelle, que había llegado a ser capitán, fue muerto por un francotirador en la batalla de Neuve Chapelle (Francia) de la Primera Guerra Mundial el 31 de marzo de 1915, a la edad de 32 años, mientras intentaba rescatar a un compañero. Fue enterrado bajo una sencilla cruz de madera con su nombre escrito con carbón vegetal.